# Enicospilus aduncicostatus
Enicospilus aduncicostatus là một loài tò vò trong họ Ichneumonidae.